# 흰참꽃나무
흰참꽃나무는 지리산, 가야산, 전라남도 월악산 꼭대기의 바위 틈에 나는 낙엽소관목으로 높이는 50cm가량이다. 햇가지에는 갈색 털이 나고 잎은 어긋나며 가지 끝에서는 총생한다. 작은 난형, 난상 피침형, 양 끝이 뾰족하고, 길이 5~30mm, 가장자리에 톱니가 없고, 윗면에 누운 털이 있으며, 연두색인 뒷면과 가장자리에 털이 있다. 꽃은 가지 끝에 2~6송이씩 붙고, 흰색, 깔때기 모양, 꽃자루의 길이 3cm가량, 흰 털이 있다. 꽃받침은 4갈래, 바늘 모양의 흰색 털이 있고, 화관도 4~5갈래, 통부보다 짧고, 통부는 2-3mm,
안쪽에 털이 있다. 수술은 4~5개, 2개는 길고, 화사 아래에 털이 있으며, 꽃밥은 자줏빛이다. 암술대는 수술과 같은 길이다. 열매는 삭과, 난형, 길이 5mm가량이다. 잎은 가을에 황적색으로 물들며 결실기는 9월이다.